# Plasselb
Plasselb är en ort och kommun i distriktet Sense i kantonen Fribourg, Schweiz. Kommunen hade 1 059 invånare (2023).